# 울주선바위도서관
울주선바위도서관은 울산광역시 울주군 범서읍 구영리 소재의 군립 도서관이다. 울산 선바위의 이름을 따서 명명되었으며 인근에 구영중학교와 울주명지초등학교가 있다.

## 연혁
- 2009년 4월 21일 울산광역시 투융자 심사
- 2009년 11월 27일 공유재산관리계획 승인
- 2010년 6월 15일 건축설계경기 응모작품 심사 및 당선작 결정
- 2010년 12월 17일 설계용역 준공
- 2011년 5월 23일 입부지 손실보상 완료
- 2011년 7월 4일 도시계획시설사업 실시계획 인가
- 2011년 10월 14일 공사 착공
- 2011년 12월 22일 기공식 개최
- 2012년 8월 10일 우수도서관 선정(문화체육관광부)
- 2012년 10월 24일 명칭 공모 당선작 발표
- 2014년 5월 30일 ~ 6월 30일 시범 운영.
- 2014년 7월 10일 개관.

## 시설현황
- 4층: 하늘정원
- 3층: 종합자료실, 디지털자료실
- 2층: 시청각실, 세미나실, 동아리방
- 1층: 유아자료실, 어린이자료실, 나눔 문화자료실(장애인과 다문화 가족을 위한)
- 지하1층: 주차장(일반 47대, 장애인 2대), 보존서고

## 이용 안내
운영 시간
| 구분           | 화 ~ 금     | 토, 일요일  |
| -------------- | ----------- | ----------- |
| 종합자료실     | 09:00~22:00 | 09:00~18:00 |
| 유아자료실     | 09:00~18:00 | 09:00~18:00 |
| 어린이자료실   | 09:00~18:00 | 09:00~18:00 |
| 나눔문화자료실 | 09:00~18:00 | 09:00~18:00 |
| 디지털자료실   | 09:00~18:00 | 09:00~18:00 |

휴관일
- 매주 월요일
- 일요일을 제외한 관공서 공휴일
- 기타 임시휴관일